# Карбелашвили, Мери Шалвовна
Мери Шалвовна Карбелашвили (груз. მერი კარბელაშვილი, 1927, Тифлис — 2006, Тбилиси) — грузинский советский учёный-искусствовед.

## Биография
С 1944 по 1949 год училась в Тбилисском государственном университете, на историческом факультете, в 1952—1954 годах — в аспирантуре при Институте истории грузинского искусства.
В 1950—1951 годах она работала на кафедре охраны памятников, с 1956 года — в Институте истории грузинского искусства, где с 1984 года возглавляла отдел современного искусства.
Кандидат искусствоведения (1962), тема диссертации «Серго Кобуладзе — иллюстратор»
Преподавала в Тбилисской Академии художеств.